# 解學夔
解學夔（16世紀—17世紀），字章卿，號羅浮，南直隸揚州府高郵州興化縣人，明朝、南明政治人物。

## 生平
解學夔在萬曆四十三年（1615年）中舉人，天啟二年（1622年）成進士，獲授沙縣知縣，有廉惠聲譽。福建巡撫熊文燦特薦治行第一，擢官吏部主事，歷任文選司郎中，不接受賄賂，名聲享譽朝廷；遭權要顧忌而調任大理寺左寺正，前往浙江卹刑，力主寬政，救活不少人民，拒絕某人在晚上拿來求情免去死罪的饋金數千兩，陳報政績離去時行李只有圖書。
崇禎四年（1631年）和五年（1632年）黃河決堤，解學夔和御史吳甡聯合上疏請求究治河官員，河堤此後三十年都穩固，七州縣百姓無憂；後來他補任禮部儀制司郎中，轉廣東兵備副使，剿滅海盜劉香老，敘功加授二級，九年（1636年）致仕。弘光年他任職嶺西道參議，因積勞成疾而告歸，死後入祀沙縣名宦祠。

## 家族
祖父解宋，嘉靖三十八年進士。弟解學龍，萬曆四十一年進士，解學尹，崇禎元年進士。